# 塔基丁·纳卜哈尼
穆罕默德·塔基丁·本·易卜拉欣·本·穆斯塔法·本·伊斯梅尔·本·优素福·纳卜哈尼（1909年—1977年12月11日）生于巴勒斯坦海法，伊斯兰教组织伊扎布特的创始人。

## 生平
1909年，纳卜哈尼生在巴勒斯坦海法南部的村庄伊吉姆（Ajzam）。在海法接受伊斯兰教法中等教育后，1928年赴埃及开罗上大学，他同时在艾资哈尔大学、达尔乌卢姆学院（Dar-ul-Ulum college）注册，在艾资哈尔大学获得伊斯兰教法学位。1932年到1938年，在学校担任神学教师，后来投身法律职业。1948年率全家迁居黎巴嫩贝鲁特。纳卜哈尼曾一度担任耶路撒冷伊斯兰教法法院高级法官。1951年，转往安曼大学伊斯兰系任教。
纳卜哈尼是穆斯林兄弟会成员，与穆斯林兄弟会创始人哈桑·班纳有相同思想。纳卜哈尼是在罕百里派创始人罕百勒、激进派伊斯兰创始人伊本·泰米叶、穆罕默德·本·阿布德·瓦哈布、贾迈勒丁·阿富汗尼、穆罕默德·阿布笃等人的影响下形成了自己的政治世界观。特别是深受伊本·泰米叶同一切不信伊斯兰教的人作斗争的思想影响。 纳卜哈尼改变了穆斯林兄弟会在埃及成立哈里发政体的伊斯兰国家的思路。他发展了哈桑·班纳的联合全部穆斯林国家成立统一哈里发的思想。为达该目标，1952年至1953年纳卜哈尼在耶路撒冷创立了新组织——伊斯兰解放党（伊扎布特）。
纳卜哈尼认为，人口的伊斯兰化是实现上述目标的最有效途径。最初，伊扎布特将和以色列犹太复国主义的斗争以及从以色列侵略者手中解放巴勒斯坦作为己任。但后来，随着伊扎布特成员增加，伊扎布特的领导推出了通过人口的伊斯兰化来建立世界性哈里发的思想。
伊扎布特成立后的第一次行动是在约旦。伊扎布特刚成立便遭约旦政府禁止。根据约旦法律，新党派必须登记，但伊扎布特的申请遭约旦政府拒绝。1953年5月，伊扎布特成员遭约旦政府逮捕。为避免约旦政府的压迫，纳卜哈尼于1953年底转往叙利亚大马士革。其他伊扎布特成员也很快被约旦政府驱逐出境。伊扎布特领导人认为，最能够影响政府、改变社会的方式是让民众在纳卜哈尼的讲经中理解伊斯兰教义。所以在每周五礼拜时，趁穆斯林在清真寺聚集，伊扎布特利用讲经之机散布言论。起初，上述活动经过批准仅在耶路撒冷阿克萨清真寺和希伯伦的麦比拉洞开展，后来伊扎布特将讲经推广至其他居民点的清真寺。1954年底，约旦政府为了禁止伊扎布特，故加强检查清真寺每周五讲经的内容，要求在宣讲前讲经者作出书面陈述。
伊扎布特正式声明仅开展和平的“思想圣战”，而且否定了暴力方式。但是，从1960年代末，极端的伊扎布特成员开展了一系列失败的国家政变，包括：1968年至1969年在阿曼、大马士革、巴格达；1972年在巴格达；1974年在开罗；1976年在大马士革，等等。有的史料称，1981年刺杀埃及总统穆罕默德·安瓦尔·萨达特的凶手中便有一名是伊扎布特成员。
1977年12月，身为伊扎布特埃米尔的纳卜哈尼病逝。

## 著作
在写于1950年代初的一系列著名著作中，纳卜哈尼表达了对世俗政权的激烈幻灭感，因为当时世俗政权没能保护巴勒斯坦人。他提出以伊斯兰教法为基础，建立一套新的政治和经济秩序，以取代在各自领土上建立民族国家的世界主流思想，并且取代被他视为资本主义经济的产物的唯物主义。纳卜哈尼批评中东国家已被分割为民族国家，并与不同的帝国主义国家结盟。
他的主要著作有（以下列出英文名称）：
- Saving Palestine - 1950
- The Message of the Arabs - 1950
- The System for Society - 1950
- The Ruling System in Islam - 1953
- The Economic System In Islam - 1953
- The Social System in Islam -1953
- The Party Structure -1953
- The Concepts of Hizb ut-Tahrir - 1953
- The Islamic State - 1953
- The Islamic Personality (in three volumes) - 1960
- Political Concepts of Hizb ut-Tahrir - 1969
- Political View of Hizb ut-Tahrir - 1972
- Introduction to the Constitution or the Reasons That Make it Obligatory - 1963
- The Khilafah - 1967
- Presence of Mind - 1976
- A Burning Call to the Muslims from Hizb ut-Tahrir - 1965
- Thinking - 1973
- The Jurisprudence of Prayer

## 延伸阅读
- Charles Tripp. . Francis Robinson  (编). . Cambridge University Press. 2010. ISBN 978-0-521-29135-4.
- , Al-Waie magazine (Arabic) (234-235), August–September 2006, (234-235), （原始内容存档于2015-02-09）
- , （原始内容存档于2010-12-19）
- Watt, Montgomery, , Oxford: OneWorld Publications, 2004
- al-Nabhani, Taqi al-Din, , London: al-Khilafah Publications, 2002
- al-Nabhani, Taqi al-Din, , London: al-Khilafah Publications, 2004
- al-Nabhani, Taqi al-Din, , London: al-Khilafah Publications, 2005
- , （原始内容存档于2007-07-07）